# 祭主仙人

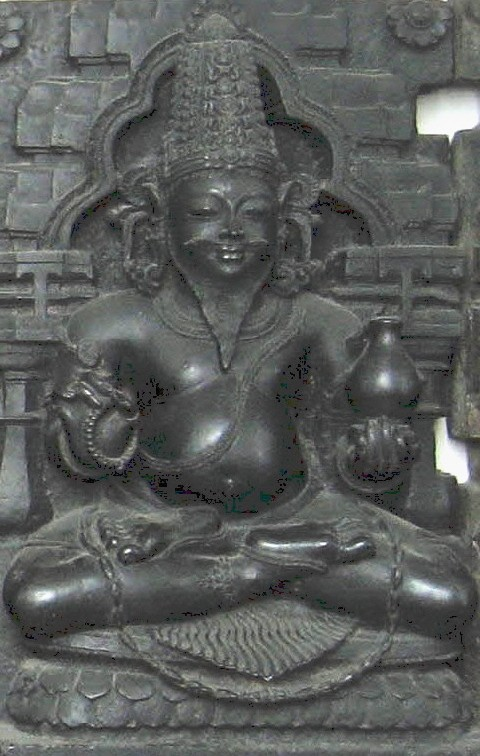
祭主仙人

祭主仙人（天城体：बृहस्पति，IAST：Bṛhaspati，译为祈祷主；音译为毗诃波提）婆罗门教-印度教的一个神祇，主管祭祀，同时代表木星。他的名字也写做Brahmaṇaspati，又有一个别名是语主（Vācaspati）。在印度神话中，祭主仙人是天神的祭司和导师。相对的，天魔（阿修罗）的导师是太白仙人（代表金星）。

## 简介
祭主仙人本来是早期雅利安人崇拜的一个抽象神，可能是祭坛的人格化。在梨俱吠陀中，他的名字被提到过170多次。梨俱吠陀认为他是鸯耆罗仙人之子，精通各种咒语、颂歌和祭祀仪式。没有他的参与，祭祀就不能成功。祭主仙人也参加众神与各种恶鬼的战斗。颂歌描写他用陀湿多制造的斧子和以梨多为弦的弓作武器，乘坐秩序之车与罗刹作战。祭主仙人经常被与因陀罗联在一起赞颂，他被称为是因陀罗的好友和谋士，帮助后者打败阿修罗。祭主仙人还能带来财富和农业丰收。颂歌说他有100个翅膀，7张嘴，身上发出7道光芒。
吠陀时代之后，各自然神的地位逐渐降低，祭主仙人的地位也随之下降，终于变成了只与祭祀有关的神祇。梵书和两部大史诗中提到一些关于祭主仙人的神话。爱达罗氏梵书说，祭主仙人是从生主的精液形成的湖里产生的。摩诃婆罗多里也有一些插话提到他，例如他帮助因陀罗的神妃舍脂摆脱友邻王纠缠的故事。另一个有趣的故事与他的儿子云发有关。祭主仙人本来不会起死回生的法术，但阿修罗的导师太白仙人却会。这就使得天神在与阿修罗作战时处于很不利的境地，因为阿修罗死了还可以复活，天神却是打死一个少一个。于是天神们作出决定，请祭主仙人的儿子云发去拜太白仙人为师，以偷学这种法术。云发生活在太白仙人身边后，成功地获得了仙人之女天乘的好感。后来由于机缘巧合，他终于学到了起死回生之术。但他在功成之后却抛弃了天乘，后者愤怒地诅咒他的复活术永不灵验，但云发却说他可以把这个法术教给其他天神。天乘在伤心之余嫁给了友邻王的儿子迅行。后来天神们通过搅乳海获得了不死甘露，一个个全都变成长生不死，于是复活术也就没用了。祭主仙人的另一个有名的儿子是婆罗堕遮（持力）；婆罗堕遮之子德罗纳是摩诃婆罗多中敌对双方所有主要英雄的武术师傅。往世书里有更多神话涉及祭主仙人。毗湿奴往世书说，月神苏摩有一次抢走了祭主仙人的妻子多罗。因此爆发了一场大战，天神们帮助导师祭主仙人，苏摩则获得了阿修罗的援助。最后在大梵天干涉下，苏摩被迫将多罗归还。多罗回来时被发现已经怀孕了，不久生下一个小孩。祭主仙人和苏摩都想要这个孩子，但多罗由于羞耻不愿说出谁是孩子的父亲。后来在大梵天亲自过问下，多罗终于承认孩子是苏摩的。苏摩非常高兴，因为这个孩子如此聪明，就给他起名为“部陀”（budha，意为觉醒者）。这个孩子就是代表水星的神。
在印度天文学与占星术中，祭主仙人的名字代表木星，是九曜之一。

## 资料来源
- 《世界神话辞典》，辽宁人民出版社，ISBN 7-205-00960-X
- 《宗教词典》，上海辞书出版社，ISBN 978-7-5326-2840-7